# 鈴姫 (サムライスピリッツ)
鈴姫（すずひめ）は、SNK（SNKプレイモア）の対戦型格闘ゲーム『サムライスピリッツ』シリーズに登場する架空の人物。声優は荒木香衣。

## 概要
『サムライスピリッツ閃』（以下『閃』）にて初登場した女性キャラクターで、同作のヒロインに当たる。武器は鉄芯が入った横笛、身の丈ほどもある大剣。
「レスフィーア王国」に生まれた王家の子で、4歳の時に叔父のゴルバに両親を殺され、漂流していた所を天降藩に救われる。その後、彼女は天降藩藩主の養女になって「鈴姫」の名前を付けられる。本名は不明。
長い手足に真っ白な肌、透き通るような金の髪をしている。その上、道を歩く際にはバスタードソードを布で包んで持ち歩いている為、彼女の素性を知らない者からは「妖怪だ鬼だ」と心無い言葉を言われる事もあった。一四にしては、豊かな胸の膨らみがある。
ゲームの選択画面では「此の者 剛力の遣い手なり」と表示されるように、鈴姫は女性とは思えない怪力の持ち主で、バスタードソードを振り回せるのはこの事による。

### 衣装
ピンク色の丈の短い着物を着て、その上に深緋の袿を羽織っている。
おしのび中には、地味な着物に身を包んで町娘になりきり、城下町を散策している。本人は気付いていないが、町人にはすっかりバレており、鈴姫が楽しんでいる姿を見て、空気を読んで皆黙っている。

### 武器
バスタードソード
鈴姫の持つ宝剣“バスタードソード”は、父親の形見で、彼女の祖国「レスフィーア」において王家の証である。使用しない時は、白い布で幾重にも巻かれて、持ち運ばれる。
『閃』の予約特典として、これをモチーフにしたペーパーナイフが付属した。
鉄芯が入った横笛
中に鉄芯が入っている為、刀剣の類を受け止める事が出来、打撃攻撃にも用いられる。
鈴姫は笛の名手で、その演奏を聞いた猛千代を感嘆させた。

### ゲーマガ

#### 鈴姫閃翔絵巻
ゲーム雑誌『ゲーマガ』では、鈴姫を主役にした『サムライスピリッツ異伝 鈴姫閃翔絵巻』という連載コーナーが掲載されていた。2008年11月～2009年8月号から連載されたこのコーナーは、鈴姫が旅立つまでを描いたゲーム本編の前日譚的な内容となっている。

#### 立体化
『ゲーマガ』の誌上通販で、制作がコトブキヤ、発売元がソフトバンククリエイティブから鈴姫の1/8スケールフィギュアが2009年11月に発売された。

## キャラクター性能
所持しているバスタードソードを振り回す為、リーチと火力に優れており、中距離から遠距離で戦うのを得意としている。

## 技の解説

### 必殺技[8]
燃ユル秋ノ山々
遠心力に任せ、バスタードソードを上段に3回振り回す。
清キニ舞ウ白魚
バスタードソードを真上から振り下ろし、そのまま斬り上げる。
春ノ疾き音
バスタードソードを、中段に一閃する。→入れっぱなしで、バスタードソードを下段に降ろして中腰になる、特殊動作に移行する。
桜木ノ戯レ
一撃目でバスタードソードを振り下ろし、二撃目で中段に突きを入れ、三撃目に斬り上げる。
天ニ掛カル三日月
飛び上がって右足で浴びせ蹴りを食らわせ、バスタードソードで斬り上げる。

### ガード不能技[8]
暁ニ映ル緋ノ月
腰を捻り、遠心力を付けてバスタードソードを中段に振り抜く。

### 怒爆発中専用技[8]
暗雲ヲ割ル雷
怒爆発中に発動可能。バスタードソードを抱えながらステップを行い、2歩目で渾身の力を込めて相手にバスタードソードを叩きつける。

## 関連人物
- 猛千代 - 浜辺に打ち上げられていたのを助ける。
- 菅又刃兵衛 - お目付け役。
- 覇王丸 - 夜盗団との戦いで助太刀してもらった。